# Kunsan Air Base
Kunsan Air Base är en flygbas i Sydkorea.   Den ligger i provinsen Norra Jeolla, i den sydvästra delen av landet, 190 km söder om huvudstaden Seoul. Kunsan Air Base ligger 6 meter över havet.
Terrängen runt Kunsan Air Base är platt. Havet är nära Kunsan Air Base åt sydväst.  Närmaste större samhälle är Gunsan, 11,0 km nordost om Kunsan Air Base. 